# Louth (kiesdistrict)
Louth is een  kiesdistrict in Ierland voor de verkiezingen voor Dáil Éireann, het lagerhuis van het Ierse parlement: de Oireachtas. Bij de laatste indeling van de kiesdistricten in 2012 kreeg Louth een vijfde zetel. Het kiesdistrict bestaat sinds de verkiezingen van 1923 en omvat naast het gehele graafschap Louth een klein deel van graafschap Meath.
In 2016 koos Louth voor een lid van Fianna Fáil, twee leden van Fine Gael en twee leden van Sinn Féin. 

## Bekende leden
De vroegere Tánaiste Frank Aiken, was tussen augustus 1923 en februari 1973 bijna 50 jaar onafgebroken TD voor het kiesdistrict. Tussen 1957 en 1987 was Pádraig Faulkner, meervoudig minister, TD voor Fianna Fáil. Gerry Adams, de leider van Sinn Féin, stelde zich in 2011 kandidaat voor Louth en werd gekozen. Even eerder had hij zijn zetel in Westminster opgegeven. 

## Referendum
Bij het abortusreferendum in 2018 stemde in het kiesdistrict 66,6% van de opgekomen kiezers voor afschaffing van het abortusverbod in de grondwet.